# برج‌های دیده‌بانی ساکیشیما

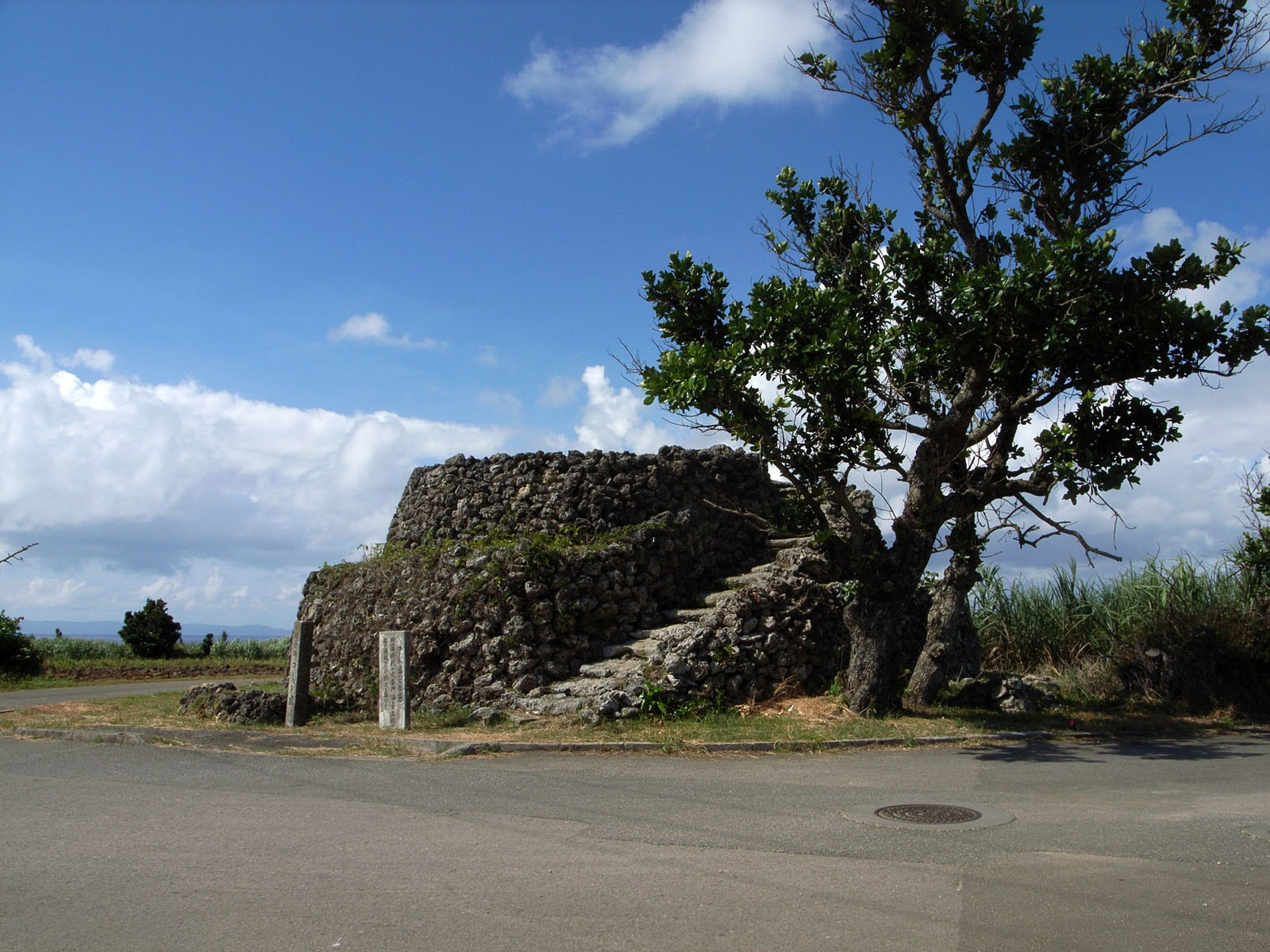
کوتو مئیی در هاته روما

برج‌های دیده‌بانی ساکیشیما (به ژاپنی: 先島諸島火番盛, Sakishima-shotō hibanmui)، شبکه ای متشکل از هجده سکوی رصدی و فانوس دریایی است که قدمت آن به اوایل دوره ادو می‌رسد و در جزیره‌های ساکیشیما، استان اوکیناوا، ژاپن واقع شده است.